# فرج سعيد بن غانم
فَرَج سَعيد بِن غانِم (1937 – 2007 م) رئيس وزراء الجمهورية اليمنية من 17 مايو 1997 حتى 29 أبريل 1998.

## نشأته ودراستة
ولد فرج بن غانم في غيل باوزير محافظة حضرموت في 1 ديسمبر 1937، ودرس الابتدائية فـي غيل باوزير حضرموت ثم أكمل دراسة الثانوية في السودان. حصل على درجة البكالوريوس في الاقتصاد من جامعة الخرطوم عام 1964 مع مرتبة الشرف. حضَّر الماجستير في المدرسة المركزية للتخطيط والإحصاء في وارسو، بولندا، عام 1975، ثم الدكتوراه في الإحصاء من بولندا أيضاً عام 1978. تلقى دورة في الاقتصاد والإحصاء بواشنطن بدعم من البنك الدولي خلال الفترة من ديسمبر 1970 إلى مايو 1971 ودورة تدريبية في مجال الحسابات العامة والتنمية في لندن خلال الفترة من سبتمبر 1966 الى مارس 1967.

## المناصب التي تقلدها[3][4][5]
تقلد بن غانم عدد من المناصب الرفيعة في في جمهورية اليمن الديمقراطية الشعبية وبعد إعلان الوحدة وقيام الجمهورية اليمنية، وهي:

### في جمهورية اليمن الديمقراطية الشعبية
- سكرتيراً دائماً في وزارة المالية في الفترة من سبتمبر 1969 إلى يوليو 1970.
- نائباً لوزير التخطيط من يوليو 1970 إلى اغسطس 1979.
- وزيراً للتخطيط من اغسطس 1979 إلى 1989.
- عضواً في مجلس الشعب الأعلى 1978.

### بعد إعلان الوحدة وقيام الجمهورية اليمنية
- عضواً في مجلس النواب للجمهورية اليمنية 1990
- وزيراً للتخطيط في أول حكومة للجمهورية اليمنية المُشكَّلة في 24 مايو 1990م.
- شغل خلال الفترة 1994 حتى 1997 منصب مندوب اليمن لدى المقر الأوروبي للأمم المتحدة في جنيف.
- رئيساً للوزراء في 15 مايو 1997.
- سفيراً ومندوباً دائماً للجمهورية اليمنية لدى المقر الاوروبي للامم المتحدة بجنيف في 17 فبراير 2002.
- سفيراً فوق العادة ومفوضاً للجمهورية اليمنية لدى الاتحاد الفيدرالي السويسري في 15 يوليو 2002.

## وفاته
توفي في 5 أغسطس 2007 في المستشفى الجامعي بجنيف بسويسرا إثر مضاعفات عملية جراحية، ودفن في صنعاء.